# Mindre basilika

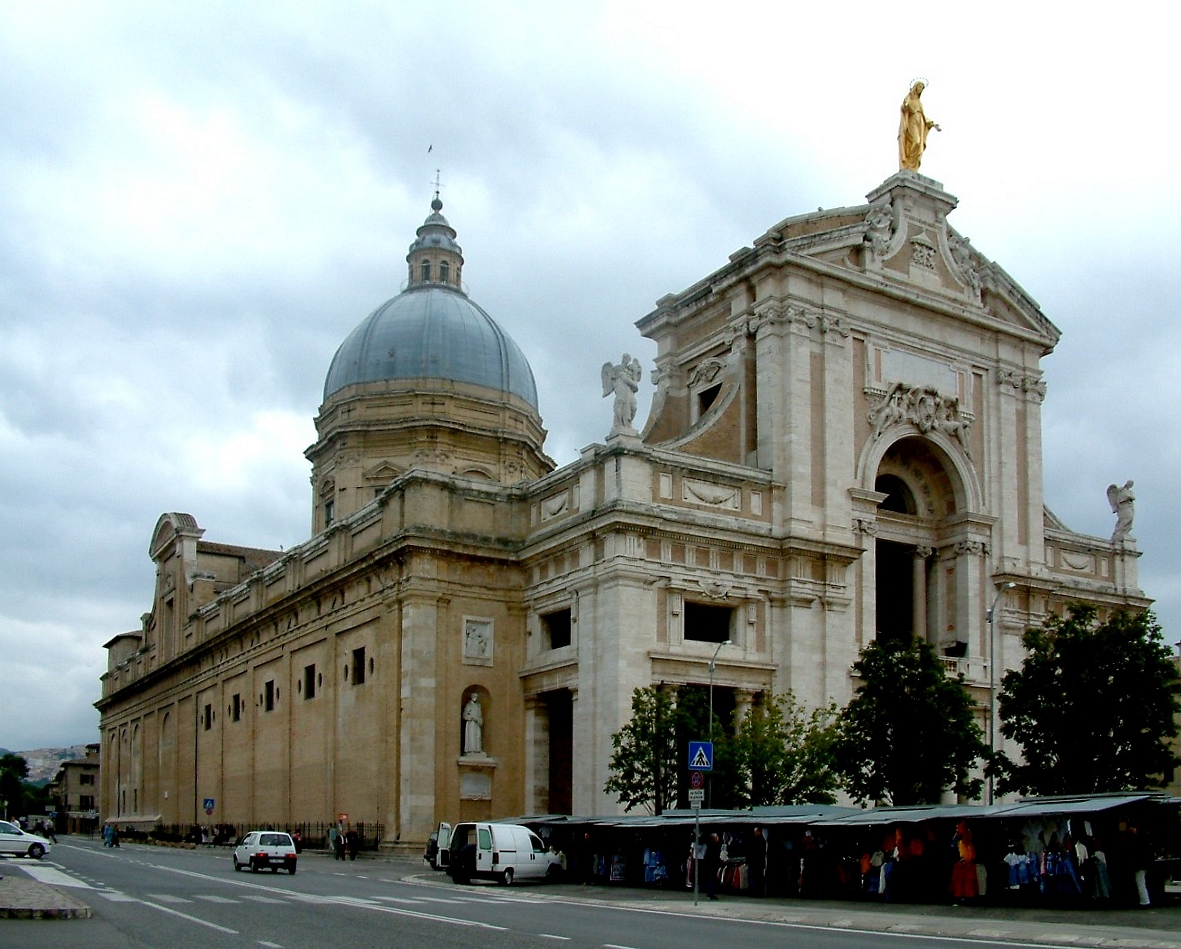
Santa Maria degli Angeli i Assisi är en påvlig mindre basilika.

Mindre basilika är en kanonisk (kyrkorättslig) term för att beteckna vissa kyrkobyggnader som av historiska eller andra skäl åtnjuter en särskild status inom den katolska världen. Mer om detta finns i artikeln basilika (kyrkorrätt).
Dessa kyrkor är vanligtvis exempta, det vill säga undantagna, från den ordinarie kyrkliga jurisdiktionen. År 2013 fanns det i världen 1 689 mindre basilikor och fyra större basilikor.

## Påvliga mindre basilikor
De påvliga mindre basilikorna är tre till antalet: San Lorenzo fuori le Mura (Rom), Sankt Franciskus basilika (Assisi) och Santa Maria degli Angeli (Assisi).

## Pontifikala mindre basilikor
De pontifikala mindre basilikorna är fyra till antalet: San Nicola (Bari), Basilica della Santa Casa (Loreto), Sant'Antonio di Padova (Padua) och Santuario della Beata Vergine del Rosario di Pompei (Pompei).

## Mindre basilikor
Bland de mindre basilikorna kan nämnas Sacré-Cœur i Paris och Sagrada Família i Barcelona.